# Niels Jensen
Niels Elis Viktor Jensen, född 8 maj 1964 i Faaborg, Danmark, är en svensk skådespelare, sångare, låtskrivare, konstnär  och filmregissör. 
Jensen är dotterson till professor Erik Essen-Möller. Han slog igenom som musiker med låten "Mobbingbarn" 1979 och blev känd för den större publiken i rollen som den skånske syntharen Jeppe i filmen G – som i gemenskap.

## Biografi
Jensen är son till två konstnärer. Fadern dog då han var två år gammal och med modern flyttade han några år senare till Lund, där han växte upp.  Med inspiration från bland andra Kal P. Dal, David Bowie och Kraftwerk började han tidigt att skapa egen musik och uppmärksammades för sin debutsingel "Mobbingbarn", endast 15 år gammal. Musikkarriären har blandats med verksamhet  som skådespelare och konstnär. Han filmdebuterade 1982 med en stor roll i Sveriges Television:s dramafilm Sova räv, som väckte stor samhällsdebatt för sin skildring av en ungdomsvärld på liv och död bortom kontakt med det vuxna samhället, ett tema som återkom året därpå med en uppmärksammad roll i Staffan Hildebrands ungdomsfilm G – som i gemenskap. Han spelade bland annat också i Bo Widerbergs film Mannen från Mallorca (1984) och har även verkat som skådespelare och kompositör inom teater. 
På 1980-talet började han även att måla och har haft flera uppmärksammade utställningar, bland annat i Köpenhamn, London, Paris, Barcelona och Shanghai. Han har även gjort musikvideor till bland andra Uno Svenningsson och Bo Kaspers orkester. År 2004 regisserade han filmen Tänk med Malin Levanon i huvudrollen.
Hösten 2017 gjorde han den retrospektiva konsertproduktionen Fan vad tiden går med blandning av alla sina konstformer på Victoriateatern i Malmö.
Han har två barn sedan tidigare äktenskap och är sedan 2007 bosatt på Mallorca tillsammans med den spanska konstnären Bego Riba.

## Filmografi
- 1982 – Sova räv (Johan Jarlgård)
- 1983 – P&B (punkare i T-banan)
- 1983 – G – som i gemenskap (Jeppe)
- 1984 – Mannen från Mallorca (Roger ”Rogge” Jansson)
- 2004 – Tänk (regi och fotografi)
- 2005 – Van Veeteren – Münsters fall (Lempel)
- 2006 – Sök (Jonas)
- 2007 – Lite som du

## Teater

### Roller
| År   | Roll           | Produktion                                                       | Regi            | Teater          |
| ---- | -------------- | ---------------------------------------------------------------- | --------------- | --------------- |
| 1984 |                | Rycket                                                           |                 |                 |
| 1991 | Andreas Baader | Slutgiltig lösning                                               |                 |                 |
| 1995 |                | Änglar, eller Soporna, staden och döden Rainer Werner Fassbinder | Rickard Günther | Teater Galeasen |
| 2000 |                | Blod                                                             |                 |                 |
| 2003 |                | Ernst Olsson – en rockhistoria                                   |                 |                 |

- 1990 – Teatermusik till Natten just innan skogarna av Bernard-Marie Koltés

## Diskografi
- 1979 - Mobbingbarn (singel)
- 1982 - Vintervind (singel) B-sida "Punkarjävel", en tolkning av David Bowies "Rebel Rebel"
- 1983 - Musik ur filmen G  Samlings-LP
- 1983 - Rum
- 1983 - Vildkatt
- 1983 - Satellit (singel)
- 1984 - Montag Goes Too Far (singel)
- 1984 - The great sightseeing tour
- 1984 - Mobbingbarn
- 1984 - Inom mig (singel)
- 1985 - Dem heliga dem farliga (singel)
- 1985 - Containerlove (singel)
- 1985 - Celluloid
- 1986 - Kungarna krigar (singel)
- 1988 - Nude But Still Stripping
- 1990 - Niels & The New York Street Percussionists
- - Ordinary day (Samling på tyskt bolag med låtar från Nude och New York Street)
- 1993 - Party on My Own (singel)
- 2002 - En gång till (singel)
- 2003 - Kompost 1979-2002
- 2005 - Feel on skin (Viperas)
- 2006 - All min kärlek 2006 (kom även ut i 500 exemplar 2005)